# Cladocarpus compressus
Cladocarpus compressus is een hydroïdpoliep uit de familie Aglaopheniidae. De poliep komt uit het geslacht Cladocarpus. Cladocarpus compressus werd in 1881 voor het eerst wetenschappelijk beschreven door Fewkes. 